# Calceolaria mollissima
Calceolaria mollissima är en toffelblomsväxtart som beskrevs av Wilhelm Gerhard Walpers. Calceolaria mollissima ingår i släktet toffelblommor, och familjen toffelblomsväxter. Inga underarter finns listade i Catalogue of Life.